# Kot abisyński
Kot abisyński – rasa kota zaakceptowana przez FIFe

## Historia
Koty abisyńskie to jedna z najstarszych ras. Jej pochodzenie nie jest do końca wyjaśnione. Według bardzo rozpowszechnionej, ale zupełnie nieprawdopodobnej legendy rasa liczy sobie już kilka tysięcy lat i pochodzi z Abisynii (obecna Etiopia). Podobizny rzekomych "Abisyńczyków" można odnaleźć na płaskorzeźbach i posągach pochodzących z Egiptu czasu faraonów.
Planowa hodowla tej rasy rozpoczęła się na początku XIX wieku, kiedy to do Wielkiej Brytanii przywieziono protoplastów tej rasy. Pierwszym znanym abisyńczykiem był Zula – kotka uwieczniona na rysunku z 1868 roku. Ówczesne koty abisyńskie różniły się znacznie od obecnie znanych, gdyż do krzyżówek używano nie tylko abisyńczyków, ale także innych kotów krótkowłosych. Stąd też ówczesna rozpiętość barw – często w odmianie srebrzystej. Jednak wszystkie koty tej rasy posiadały (i nadal posiadają) charakterystyczny abisyński ticking.
W 1934 roku Abisyńczyki zawitały do USA. Dzięki pracy Virginii Cobb oraz innych amerykańskich hodowców rasa ta rozwinęła się na kontynencie amerykańskim. W Europie praca nad rasą przebiegała swoim torem efektem czego są obecnie dwa typy kotów abisyńskich:
– amerykański (uznany przez CFA) – jest bardziej smukły, posiada większe uszy ustawione z boku głowy, o głębszym kolorze, oraz
– europejski (uznany przez FIFe) z mocniejszą budową, większą głową i mniejszymi uszami, a także z mniej intensywnym kolorem.
Hodowla w Polsce. Pierwszego abisyńczyka do Polski sprowadził ze Szwecji w 1994 sędzia FIFe Marek Chadaj. Do 2003 roku w kraju istniało kilka hodowli tych kotów. Nowe hodowle powstały za sprawą kotów sprowadzonych głównie z Norwegii, Niemiec, Holandii, Finlandii, Danii i USA.

## Wygląd
Średniej wielkości kot, smukły, doskonale umięśniony, o migdałowych oczach.  Sierść krótka, z niewielka ilością podszerstka. Waga od 2,5 do 5 kg.

### Ogon
Długi, szeroki u nasady, zwężający się ku końcowi, ostro zakończony.

### Głowa
Początkowo miała małe, osadzone na szczycie głowy uszy i niewielkie, okrągłe oczy. Obecnie uszy abisyńczyków są bardzo duże, szerokie u podstawy, lekko zaokrąglone na końcu. Na tylnej części ucha charakterystyczny rysunek sierści "odcisk kciuka Mahometa". Uszy razem z podbródkiem powinny tworzyć kształt trójkąta równobocznego. Oczy duże, o migdałowym kształcie z wyraźną obwódką w kolorze tickingu.

### Sylwetka
Bardzo elegancka, smukła, proporcjonalna.  Cztery podstawowe odmiany kolorystyczne to:
- dziko umaszczony (według FIFe – ABY n, według CFA – ruddy) – tułów rudobrunatny z czarnym tickingiem, podszerstek ciemnobrzoskwiniowy lub ciemnopomarańczowy; pięty, koniec ogona, poduszki – czarne, nos z różowy z czarną obwódką
- sorrel (według FIFe – ABY o, według CFA – red) – tułów miedzianorudy z czekoladowo-brązowym tickingiem i ciemnobrzoskwiniowym podszerstkiem, poduszki i nos różowe
- niebieski (według FIFe – ABY a, według CFA – blue) – rozcieńczona barwa odmiany dziko umaszczonej;
- beżowo-płowy (według FIFe – ABY p, według CFA – fawn) – rozcieńczona odmiana sorrel

Odmiany te występują także w odmianach srebrzystych, wtedy podszerstek jest srebrzystobiały, zaś kolor tickingu pozostaje bez zmian.

### Charakter
Kot abisyński jest bardzo towarzyski,  łatwo nawiązuje kontakt zarówno z człowiekiem, jak i z  innymi zwierzętami. Lekki, zwinny i ruchliwy  jest doskonałym towarzyszem  dla dzieci i dorosłych. Jego niespożyta energia i ciekawość powodują, że daje się sprowokować do każdej zabawy. Uczy się aportować drobne przedmioty i bawić małymi piłeczkami. Ponieważ jest bardzo ciekawski, wszędzie towarzyszy człowiekowi, sprawdzając, co się dzieje. Ze względu na łatwość kontaktu i całkowity brak agresji w krajach skandynawskich kot abisyński jest  wykorzystywany do felinoterapii dzieci i dorosłych.